# Burgessita
La burgessita és un mineral de la classe dels arsenats. Va ser anomenada en honor de David Burgess (1951-2016), el seu descobridor.

## Característiques
La burgessita és un arsenat de cobalt de fórmula química Co₂(H₂O)₄[AsO₃(OH)]₂(H₂O). Cristal·litza en el sistema monoclínic en cristalls prismàtics de fins a 0,1 mm, s'hi observen les formes {011} i {hol}; també pot formar rosetes de fins a 0,8 mm. La seva duresa a l'escala de Mohs és 3,5.
Segons la classificació de Nickel-Strunz, la burgessita pertany a «08.CB - Fosfats sense anions addicionals, amb H₂O, només amb cations de mida mitjana, RO₄:H₂O = 1:1» juntament amb els següents minerals: serrabrancaïta, hureaulita, sainfeldita, vil·lyael·lenita, nyholmita, miguelromeroïta, fluckita, krautita, cobaltkoritnigita, koritnigita, yvonita, geminita, schubnelita, radovanita, kazakhstanita, kolovratita i irhtemita.

## Formació i jaciments
La burgessita és un mineral secundari que es troba al llarg de fractures en zones de meteorització de dipòsits de sulfarsenat polimetàl·lics. va ser descoberta a la mina Keeley-Frontier al Timiskaming District (Ontario, Canadà). També ha estat descrita a Jáchymov (Regió de Karlovy Vary, República Txeca).
Sol trobar-se associada a altres minerals com: skutterudita, cobaltita, bismut, arsenolita, bismutoferrita i eritrita.